# Zipser Wilkür
Zipser Wilkür (wil(e)kür ve střední horní němčině znamenalo „rozhodnutí vůle“ nebo „libovůli“) neboli spišské právo byl souhrn právních norem a zvyklostí Spišských Sasů.
Privilegium uherského krále Štěpána V. z roku 1271 dalo německým kolonistům na Spiši i výsadu řídit se vlastními zvyklostmi, které si přinesli z německých zemí. V roce 1312 uherský král Karel Robert I. z Anjou jeho platnost omezil na čtyřiadvacet spišských měst a obcí. Původní zvykové městské právo (německé právo), vycházející z tzv. Saského zrcadla (Sachsen Spiegel) se dále na Spiši modifikovalo, později bylo sepsáno do právní knihy a v roce 1370 kodifikováno jako tzv. Zipser Wilkür.
Představovalo uzavřený právní systém ustanovení v trestních a občanských záležitostech. Původně se jím řídila všechna spišská města, která vznikla v rámci tzv. saské kolonizace. Nejdéle, do roku 1774 se jím řídila provincie 13 spišských měst.
Původní exemplář Zipser Wilkür z roku 1370 se nezachoval, mezi jeho nejvýznamnější středověké opisy patří redakce z poloviny 15. století ze Spišské Soboty, ze začátku 16. století ze Spišské Nové Vsi a z let 1516 a 1540 z Levoče.
Nejúplnější text původního Zipser Wilkür se objevil v roce 1774 v práci Analecta Scepusii et profani, vydané ve Vídni.